# Mahmud Hasan
Mahmud Hasan (El Cairo, Egipto, 15 de diciembre de 1919-10 de septiembre de 1998) fue un deportista egipcio especialista en lucha grecorromana donde llegó a ser subcampeón olímpico en Londres 1948.

## Carrera deportiva
En los Juegos Olímpicos de 1948 celebrados en Londres ganó la medalla de plata en lucha grecorromana estilo peso gallo, tras el sueco Kurt Pettersén (oro) y por delante del turco Halil Kaya (bronce).